# アギア・ソフィア聖堂 (テッサロニキ)

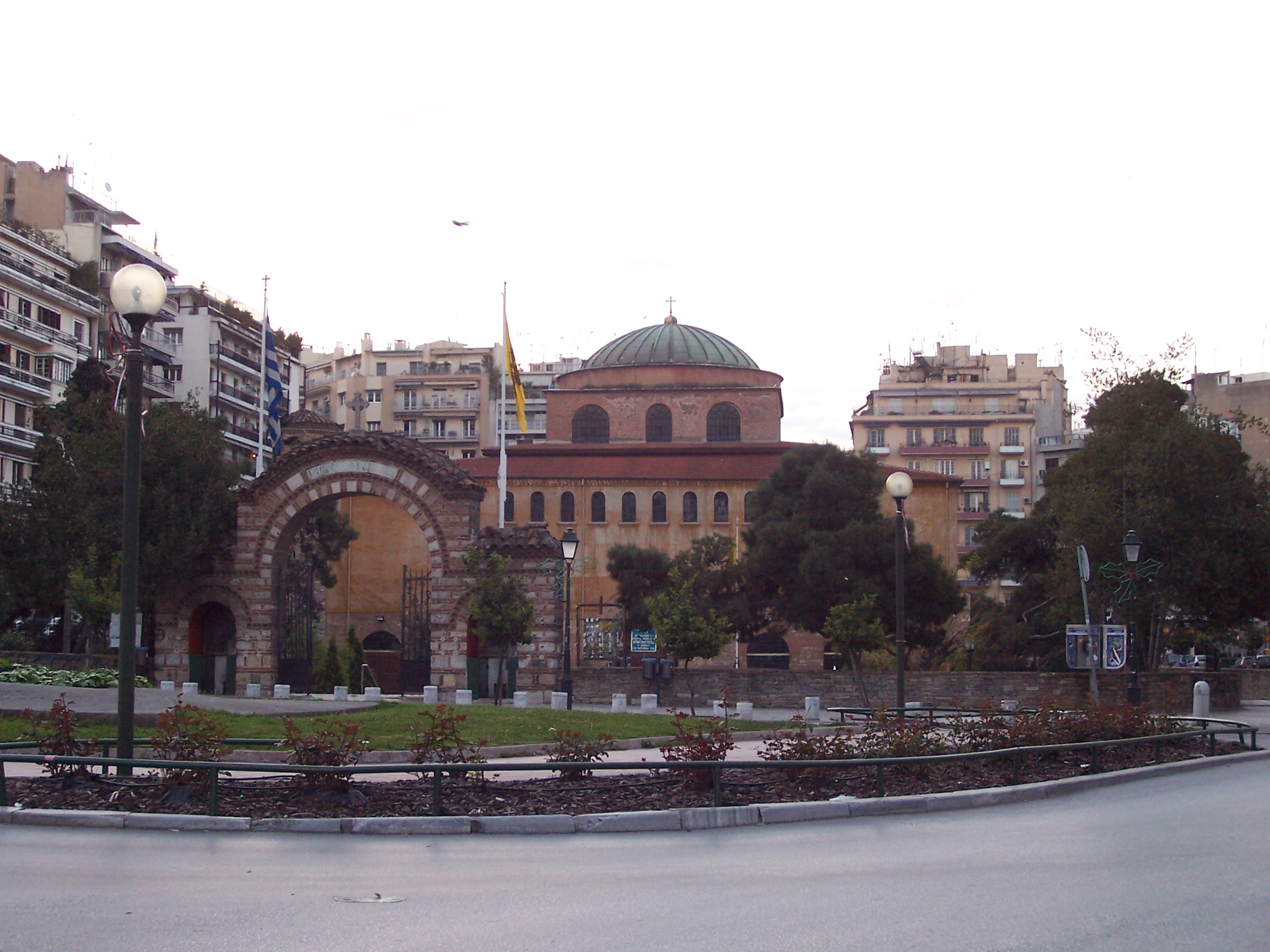
アギア・ソフィア聖堂

アギア・ソフィア聖堂（希：ἡ Ἐκκλησία του Ἁγία Σοφία）は、ギリシャ共和国のテッサロニキにある正教会（ギリシャ正教会）の聖堂。東ローマ帝国の暗黒時代に建設された数少ない教会堂のひとつで、ギリシャでは、この時代に建設されたもので唯一残る建築物である。

## 歴史

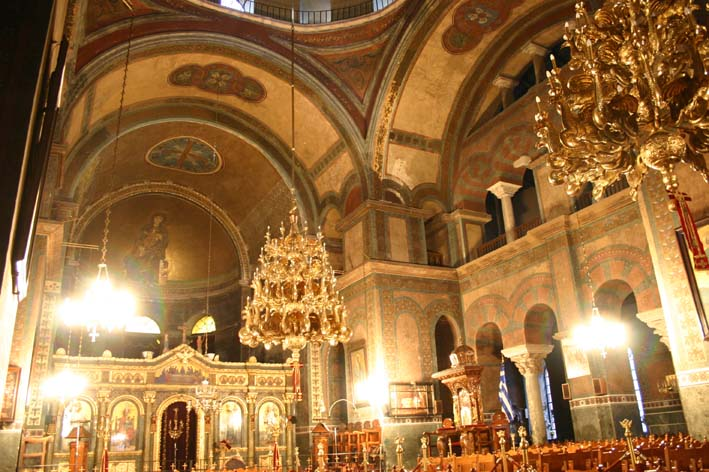
テッサロニキのアギア・ソフィア聖堂の内観。貴重なイコンや壁画が多く残されている。

アギア・ソフィアがどのように建設されたかは明確ではない。しかし、内陣にあるモザイクの碑文から、この教会堂は、女帝エイレーネーとコンスタンティノス6世の共同統治時代である780年から797年の間に建設されたと考えられる。この時期、コンスタンティノス5世が行ったブルガリア帝国の遠征と直接攻撃によって、東ローマ帝国は、バルカン半島からスラブ人の影響を排除しつつあった。783年には、バルカン半島のスラブ人に対する勝利を記念して、コンスタンティノポリスで勝利の祝祭が開催されているので、アギア・ソフィアはこれを記念して建設されたのではないかと推察されている。

## 構造

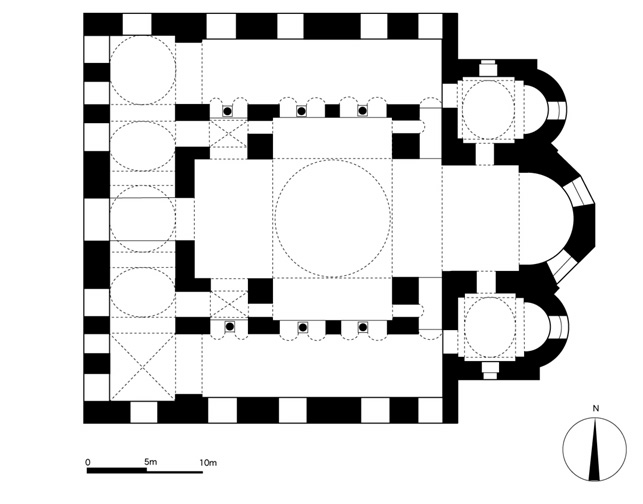
アギア・ソフィア聖堂の平面

アギア・ソフィアは、円蓋式バシリカと呼ばれる形式の教会堂であるが、身廊が浅いヴォールトで十字型になっているため、クロス・ドーム・バシリカ、あるいは単にクロス・ドーム型とも呼ばれる。
壁厚は2mに達し、窓が少ない。また、ドームを支える主柱と、アーチ中央にもうけられた角柱によって、典型的なバシリカよりも側廊と身廊がはっきりと分断されており、内部空間としては、少なくとも他の円蓋式バシリカよりも集中性の高いものとなっている。使われている円柱は、5世紀と6世紀に作られた転用材（スポイル）である。
この聖堂の工事は、全体としては、あまりできの良いものとは言えないが、恐らく中央直轄の建設工事であったので、当時の東ローマ帝国の低下した施行技術を量ることができる。

## 内部装飾
この聖堂は、第2ニカイア公会議によって否定されたとは言え、聖像破壊運動の影響が強かった頃に建設されたもので、創建当時にはアプスに十字架などのモザイクしか描かれていなかったらしい。後に聖像破壊運動が完全に収束し、東ローマ帝国の国力が回復すると、いくつかのモザイクが追加された。
オスマン帝国の時代にはモスクとして利用されていたため、モザイクは漆喰によって塗りつぶされていたが、今日、その漆喰は剥がされている。
『昇天』
885年頃に描かれたドームのモザイク。後年になると、ドームにはハリストス（キリスト）のイコン「パントクラトール」が描かれるようになるので、現在に残る初期の図案としてはたいへん珍しい。作例は、ほかにカッパドキアの岩窟修道院、アーチュ・アルトゥ・キリッセのドームにしか見られない。洗練された高い技術から、首都の技師によって描かれたものと思われる。
『生神女』
12世紀のモザイク。かつてはイスタンブールのアヤ・イリニと同じく十字架のみが描かれていた。ヴォールトにある十字架のメダイヨンは、8世紀のものと思われる。